# 麻坪駅
麻坪駅（マピョンえき）は、大韓民国京畿道龍仁市処仁区にあった水驪線の駅である。

## 歴史
- 1930年12月1日 - 開業[1]。
- 日時不明 - 廃止。
- 1955年9月15日 - 再開業[2]。
- 1967年9月1日 - 乙種代売所に指定[3]。
- 1972年4月1日 - 廃止[4]。